# Melcior Mauri
Melcior Mauri Prat (Vic, Barcelona, 8 de abril de 1966) es un ciclista español, profesional ya retirado, manteniendo su actividad entre los años 1987 y 2002, durante los que consiguió 52 victorias, destacándose la Vuelta a España 1991. Se caracterizaba principalmente por ser un especialista en contrarreloj.

## Biografía
En sus tiempos de ciclista aficionado compitió en pista y habitualmente entrenaba en el Velódromo de Mataró. Debutó en profesionales en 1987 y su primer equipo profesional fue el Reynolds, que por entonces contaba con figuras como Ángel Arroyo, Julián Gorospe o el entonces neofito Miguel Induráin.
Mauri era un especialista en la contrarreloj y un buen rodador. Aguantaba bien la media montaña, pero la alta montaña se le atragantaba si no estaba en el mejor momento de forma. Vivió su época dorada durante el comienzo de los años 90, incluyendo la victoria en la Vuelta a España 1991, batiendo a Miguel Induráin y Marino Lejarreta.
En 1991 batió el récord de España de los 5 km con un tiempo de 6'04"942"' en el velódromo de Horta de Barcelona. Esta marca estaba en posesión del ciclista de Leganés, Daniel Yuste Escolar desde 1968 con un tiempo de 6'10"04.
En 1995, a su regreso a la ONCE, esta vez como gregario, fue sexto en el Tour de Francia. Ese mismo año, fue campeón de España en contrarreloj, y quinto en el Campeonato de ruta.
En 1996 participó en la prueba de ruta de los Juegos Olímpicos de Atlanta, donde obtuvo una meritoria 6.ª plaza y diploma olímpico.
En 1997, fue quinto en el Campeonato del Mundo de ciclismo en ruta, y medalla de plata en contrarreloj en 1998, por detrás de Abraham Olano.
Tras su paso por el ciclismo portugués, en el que logró varias victorias locales, se retiró en 2002. Desde 2004 hasta 2006, ejerció como director deportivo de la sección de ciclismo del F. C. Barcelona que posteriormente se convertiría en el equipo ECP Aluminis Sant Jordiy ECP Continental Pro de categoría amateur.
En 2004 su esposa Judith Hidalgo y él fueron padres de su primer hijo, Biel Mauri.
En 2007, compitió en algunas pruebas de ciclismo de montaña, llegando a ganar la Titan Desert. Asimismo, también ha participado en maratones, duatlones y triatlones.
En 2009, fue aceptado por la UCI un proyecto de equipo profesional impulsado por Mauri, el Andorra-GrandValira.
En el plano extradeportivo, Mauri es empresario, con su compañía Bikecontrol M.Mauri, dedicada al ciclismo indoor, formación y eventos relacionados con el ciclismo. Su empresa, que fundó junto con el alemán Frank Gauweiler, colabora a nivel internacional con otros exciclistas profesionales, como por ejemplo Tony Rominger en Austria y Suiza.
Desde 2011 Mauri forma parte del equipo de TelegimTV ayudando a monitores profesionales de Ciclo Indoor y a usuarios en el perfeccionamiento de la técnica, mediante sesiones y Master Classes en las que se desarrolla la filosofía Bikecontrol.

## Palmarés
| 1991 - Vuelta a España, más 3 etapas - Vuelta a la Comunidad Valenciana - 2 etapas de la Vuelta a Andalucía 1992 - Vuelta a la Comunidad Valenciana, más 1 etapa - 1 etapa de la Vuelta a Murcia - 1 etapa de la Vuelta a La Rioja 1993 - 1 etapa de la Vuelta a España - 1 etapa de la Vuelta a Aragón 1994 - Vuelta a Murcia - Vuelta a Castilla y León - 3.º en el Campeonato de España en Ruta - G.P. Primavera 1995 - Campeonato de España Contrarreloj - 1 etapa de la Volta a Cataluña | 1996 - Vuelta a Murcia, más 1 etapa - Vuelta a Aragón, más 1 etapa - 1 etapa de la Vuelta a la Comunidad Valenciana 1997 - 1 etapa de la Vuelta a España - Circuito de la Sarthe, más 1 etapa 1998 - 1 etapa de la Midi Libre - Vuelta al Alentejo, más 1 etapa - 2.º en el Campeonato de España Contrarreloj - 2.º en el Campeonato del Mundo Contrarreloj - Circuito de la Sarthe, más 1 etapa 1999 - 1 etapa de la Vuelta a Portugal - 1 etapa de la Escalada a Montjuic - G. P. Jornal de Noticias, más 1 etapa - Vuelta al Algarve, más 1 etapa |

2000
- Oporto - Lisboa

### Ciclismo de montaña
2007
- Titan Desert, más 1 etapa

## Resultados en Grandes Vueltas y Campeonatos del Mundo
| Carrera              | Carrera              | 1988 | 1989  | 1990 | 1991 | 1992 | 1993 | 1994 | 1995 | 1996 | 1997 | 1998 | 1999 | 2000 | 2001  | 2002 |
| -------------------- | -------------------- | ---- | ----- | ---- | ---- | ---- | ---- | ---- | ---- | ---- | ---- | ---- | ---- | ---- | ----- | ---- |
|                      | Giro de Italia       | 98.º | —     | —    | —    | —    | —    | —    | —    | —    | —    | —    | —    | —    | —     | —    |
|                      | Tour de Francia      | —    | 92.º  | 78.º | 64.º | —    | Ab.  | 95.º | 6.º  | 38.º | —    | Ab.  | —    | —    | —     | —    |
|                      | Vuelta a España      | —    | 130.º | 71.º | 1.º  | Ab.  | 8.º  | 18.º | 4.º  | 32.º | 22.º | 35.º | 26.º | —    | 120.º | Ab.  |
| Mundial en Ruta      | Mundial en Ruta      | —    | —     | —    | —    | —    | —    | —    | —    | —    | 5.º  | 58.º | Ab.  | —    | —     | —    |
| Mundial Contrarreloj | Mundial Contrarreloj | X    | X     | X    | X    | X    | X    | 12.º | —    | —    | 6.º  | 2.º  | 5.º  | —    | —     | —    |

—: no participa

Ab.: abandono

X: ediciones no celebradas

## Equipos
- Reynolds (1987-1989)
- ONCE (1990-1992)
- Amaya Seguros (1993)
- Banesto (1994)
- ONCE (1995-1998)
- Benfica (1999)
- Milanezza-MSS-Maia (2000-2002)
- Spiuk-Tau Cerámica (Mountain Bike) (2007)

## Premios, reconocimientos y distinciones
- Medalla de Bronce de la Real Orden del Mérito Deportivo, otorgada por el Consejo Superior de Deportes (1999)